# Ellen Gallagher
Ellen Gallagher (16 de dezembro de 1965, Providence, Rhode Island)  é uma artista visual estadunidense. Seu trabalho tem sido exibido em exposições individuais e coletivas e está presente em coleções permanentes de muitos dos principais museus globais. Seu trabalho abrange linguagens como pintura, trabalhos em papel, filme e vídeo. Os temas de sua obra referem-se a questões de raça e género, e confrontam estereótipos raciais impostos pela sociedade e pelo discurso cultural hegemônico.

## Educação e contexto familiar
Ellen Gallagher nasceu em 16 de dezembro de 1965, na cidade de Providence, Rhode Island. Embora nascido nos Estados Unidos, seu pai pertence a uma família de Cabo Verde, na África Ocidental, e sua mãe vem de uma família irlandesa católica caucasiana. A mãe de Gallagher era uma irlandesa-americana de classe trabalhadora e seu pai, boxeador profissional.
Em Rhode Island, Gallagher frequentou a Moses Brown, uma escola preparatória Quaker. Aos dezesseis anos, entrou no Oberlin College, em Ohio, o qual frequentou entre 1982–1984 cursando Literatura e Escrita. Gallagher não concluiu os estudos no Oberlin College e acabou ingressando em um sindicato de carpinteiros em Seattle.
Antes de iniciar a carreira artística, a artista trabalhou como pescadora comercial no Alasca e no Maine. Em 1989, ela frequentou o Studio 70 em Fort Thomas, Kentucky, antes de se formar em artes plásticas pela Escola do Museu de Belas Artes de Boston, Massachusetts, em 1992. Após sua formatura, deu continuidade à educação artística, ao ingressar na Escola Skowhegan de Pintura e Escultura, no Maine, em 1993.

## Carreira
Gallagher passou a ganhar reconhecimento como artista em 1995, tendo apresentado exposicoes individuais nas gallerias Mary Boone no SoHo, Nova York, e Anthony D'Offay em Londres.

## Obra
Ellen Gallagher é uma pintora abstrata e artista multidisciplinar que cria trabalhos minimalistas com narrativas temáticas. Suas influências incluem as pinturas de Agnes Martin e os escritos de Gertrude Stein. Parte do trabalho de Gallagher envolve a modificação repetitiva de anúncios encontrados em publicações focadas na experiência afro-americana, como as revistas Ebony, Sepia e Our World, incluindo imagens de anúncios de produtos Valmor, como em sua série DeLuxe.
Seus trabalhos mais emblemáticos são colagens de capas de revistas agrupadas em grade. Alguns exemplos são eXelento (2004), Afrylic (2004) e DeLuxe (2005). A série DeLuxe explora diferentes linguagens transitando da fotogravura à impressão digital. A artista faz uso de óleos para combinar diferentes folhas e adicionar textura. Em suas obras, Gallagher empurra o limite entre duas e três dimensões em suas séries ao usar novas tecnologias e criar camadas.
Cada uma dessas obras contém até 60 impressões empregando técnicas de fotogravura, água-forte, colagem, corte, arranhão, serigrafia, litografia offset e construção à mão. Gallagher também cola desenhos em papel de caderno em sua tela para criar superfícies texturizadas.
Em suas obras, Gallagher apresenta referências de três movimentos artísticos. Dois deles citados por ela, o expressionismo abstrato e o minimalismo., mas observando seu uso de materiais específicos como revistas, jornais, além do uso de padrões em séries e repetição, bem como as muitas técnicas de impressão, relacionam seu trabalho com a Pop-art.
Algumas das primeiras influências de Gallagher enquanto frequentava a Escola do Museu de Belas Artes, Boston foram o Darkroom Collective, um grupo de poetas que vivia e trabalhava na Inman Square em Cambridge, Massachusetts. Ela se tornaria a coordenadora de arte do coletivo Darkroom, o que a permitiu explorar e aplicar seu talento e identidade cultural como mulher afro-americana em seu trabalho.
Uma de suas primeiras exposições ocorreu no Dark Room em 1989. Algumas outras influências na Escola do Museu foram Susan Denker, Ann Hamilton, Kiki Smith e Laylah Ali.
Em 1995, o trabalho de Gallagher foi exibido na Bienal do Museu Whitney, Nova York e na Bienal de Veneza, Itália em 2003. O artista Chuck Close criou um retrato de Gallagher em tapeçaria em 2009.  Gallagher é representada pelas galerias internacionais Gagosian, e Hauser & Wirth. A artista reside entre os Estados Unidos (Nova York) e Holanda (Roterdã).

## Prêmios e Honrarias
Entre as honras que Gallagher ganhou estão:
- Bolsa Ann Gund, Skowhegan School of Art, Skowhegan, Maine (1993)
- Prêmio Traveling Scholar, Escola do Museu de Belas Artes, Boston, Massachusetts (1993)
- Bolsa Fine Arts Work Center, Provincetown (1995)
- Colônia MacDowell, New Hampshire (1996)
- Bolsa Joan Mitchell (1997)
- Prêmio da Academia Americana de Arte (2000)
- Medalha de Honra, Escola do Museu de Belas Artes, Boston (2001)
- Eleita Acadêmico Real Honorário (HonRA) (2021)[14]

## Exposições (seleção)

### Exposições individuais
Ellen Gallagher já apresentou seu trabalho em exposições individuais em diversas galerias e instituições internacionais, incluindo:
- Drawing Center, Nova York, Preserve (2001)[15]
- Instituto de Arte Contemporânea, Boston EUA, "Watery Ecstatic" (2001)[16]
- Henry Art Gallery, Seattle, Washington, EUA, Preserve/Murmur (2004)
- Museu de Arte Contemporânea, North Miami, Flórida, EUA, Ellen Gallagher: DeLuXe (2005)
- Freud Museum, Londres, Reino Unido, Ellen Gallagher: Ichthyosaurus (2005)
- Whitney Museum of American Art, Nova York, Ellen Gallagher: DeLuXe (2005)
- Tate Liverpool, Reino Unido, Ellen Gallagher (2007)
- Tate Modern London, Reino Unido, AxMe (2013)
- Museu de Sara Hilden, Finlândia (2013)
- Haus der Kunst, Munique, Alemanha (2014)
- Gagosian Gallery, Nova York

### Exposições coletivas
- Biblioteca Pública de Boston, Palavra e Imagem (1992)[17]
- Clark Gallery, Lincoln, MA Faces (1992)[17]
- Galeria Akin, Boston, Autopia (1992) [17]
- Museu de Belas Artes, Boston, Exposição itinerante de acadêmicos (1993)[17]
- Artist's Space, Nova York, Artists Select (1993)[17]
- Mario Diacono Gallery, Boston, Airborne/Earthbound (1994)[17]
- Instituto de Arte Contemporânea, Boston, In Context (1994)[17]
- Bienal do Museu Whitney, Nova York (1995)
- Forum for Contemporary Art, St. Louis, Altered States (1995)[17]
- Museu de Belas Artes, Boston, Degrees of Abstraction (1995)[17]
- Instituto de Arte Contemporânea, Boston, Massachusetts Whitechapel Art Gallery, Londres, Inside the Visible (1996)[17]
- Museu Irlandês de Arte Moderna, Dublin, Irlanda, Projetos (1997)
- Randolph Street Gallery, Chicago, T-Race (1997)
- Basilico Fine Arts e Lehmann Maupin Gallery, Nova York, Project Painting (1997)[17]
- Mario Diacono Gallery, Boston, Massachusetts, The Body of Painting (1997) [17]
- De Beyerd Center for Contemporary Art, Breda, Holanda, Postais da América Negra (1998)[17]
- Museu de Arte Moderna, Nova York, Piecing Together the Puzzle: Recent Acquisitions (1998) [17]
- Museo de la Ciudad de México, Cidade do México, México, Cinco continentes y una ciudad (1998)[17]
- Jack S. Blanton Museum of Art, Austin, Texas, EUA, Negotiating Small Truths (1999)
- Institute of Contemporary Art, Boston, Collectors Collect Contemporary: 1990–1999 (1999)[17]
- École nationale supérieure des Beaux-Arts, Paris, (Corps) Social (1999)[17]
- Jack S. Blanton Museum of Art, University of Texas, Austin, TX, Negotiating Small Truths (1999)[17]
- PS 1 Contemporary Art Center, Long Island City, NY, EUA, Grande Nova York: New Art in New York Now (2000)
- Solomon R. Guggenheim Museum, Nova York, ''Novas aquisições (2000)
- A Galeria Kerlin, Dublin, KIN (2000)[17]
- The Contemporary, Baltimore, Making Sense: Ellen Gallagher, Christian Marclay, Liliana Porter (2000)[17]
- Carpenter Center for the Visual Arts, Harvard University, Cambridge, Massachusetts, Strength and Diversity: A Celebration of African American Artists (2000)[17]
- The Rose Art Museum, Brandeis University, Waltham, Massachusetts, Visual Memoirs: Selected Paintings and Drawings (2000)[17]
- Bienal de Veneza, Itália, 50ª Exposição Internacional de Arte (2003)
- Walker Art Center, Minneapolis, Minnesota, EUA, Heart of Darkness (2006)
- Tate Modern, Londres, Reino Unido, Passages from London (2007)
- Galeria Nacional Escocesa de Arte Moderna, Edimburgo, Artist Rooms (2009)
- Bienal do Museu Whitney, Nova York (2010)
- Centre Pompidou, Paris, França, elles@centrepompidou (2010)
- Museu de Arte Moderna, Arnhem, Holanda, Six Yards Guaranteed Dutch Design (2011)
- Museu de Belas Artes, Boston, EUA Ala da Família Linde para Arte Contemporânea (2011)
- Museu de Arte Moderna, Nova York, EUA, Impresso (2011)
- Walker Art Center, Minneapolis, Minnesota, não deixe isso ser fácil (2020-2021)
- Hayward Gallery, Londres, In the Black Fantastic (2022)
- 35a Bienal de São Paulo, Pavilhão da Bienal, Parque Ibirapuera[18]

## Publicações
Murmúrio. orbus em colaboração com Edgar Cleijne. Hauser & Wirth London/Fruitmarket Gallery Edimburgo (ed.) 2005. Inglês, 5 livros unidos por imã, 990 páginas. Com "Blizzard of White" (2003, loop de 55 min, 16 milímetros).ISBN 3039390333

## Coleções (seleção)
O trabalho de Gallagher faz parte de diversas coleções permanentes internacionais, incluindo a Addison Gallery of American Art, Goetz Collection, Hamburger Bahnhof, em Berlim; Studio Museum in Harlem, Nova York; Walker Art Center, em Minneapolis; San Francisco Museum of Modern Art, na Califórnia; Moderna Museet, Sammlung Goetz e o Centre Georges Pompidou, em Paris.